# Marsha P. Johnson
Marsha P. Johnson (Elizabeth, 24 de agosto de 1945 – Nova Iorque, 6 de julho de 1992) foi uma drag queen, travesti e ativista americana pela libertação gay. Embora alguns tenham creditado erroneamente a Johnson por iniciar os tumultos, Johnson sempre foi franca sobre não ter estado presente quando os tumultos começaram. Apesar disso, Johnson foi uma das personalidades proeminentes da Rebelião de Stonewall, em 1969 e teve importante papel no desenvolvimento do Ativismo Gay moderno.
Johnson fazia parte da Gay Liberation Front e co-fundou o Street Transvestite Action Revolutionaries (STAR), ao lado da amiga Sylvia Rivera, que focava em organizar moradias para jovens gays e travestis sem-teto. Johnson também era uma figura popular na cena gay e artística de Nova York, servindo de modelo para obras de Andy Warhol. De 1987 a 1992, Johnson foi apoiadora do grupo de combate a epidemia de AIDS, ACT UP.

## Vida
Nascido com o nome de Malcolm Michaels Jr. em 24 de agosto de 1945, na cidade de Elizabeth, em Nova Jérsei, filho de Malcolm Michaels Sr., um operário de linha de produção na General Motors; Alberta Claiborne, mãe de Johnson, era empregada doméstica. Johnson frequentava a Igreja Episcopal Metodista Africana, em Nashville, sendo um devoto religioso e, de certo modo, interessado no catolicismo.
Johnson começou a usar vestidos aos cinco anos de idade, mas parou temporariamente devido ao assédio de meninos que moravam nas proximidades. Em uma entrevista de 1992, Johnson descreveu ter sido vítima de estupro por um menino de treze anos.
Após isso, descreveu a ideia de ser gay como  "um sonho" e não como algo possível, o que o levou a permanecer assexual até os 17 anos de idade, quando se mudou para Nova Iorque. A mãe de Johnson afirmou, à época, que "ser homossexual era ser menor que um cachorro". Johnson, no entanto, afirmou que a mãe não tinha conhecimento sobre a comunidade LGBT. A mãe de Johnson também chegou a encorajar seu filho a encontrar um namorado ou marido "bilionário" para cuidar de (Johnson) por toda a vida, um objetivo sobre o qual Johnson costumava falar
Após o término do ensino médio na Edison High School, em 1963, abandonou sua casa e foi para Nova Iorque com apenas US$ 15 dólares e uma mala com roupas. Na cidade, trabalhou como garçom até ir para Greenwich Village, em 1966. Depois de conhecer outras pessoas LGBTs no local, Johnson finalmente acreditou que era possível ser abertamente quem era. Johnson uma vez declarou que “Minha vida foi construída em torno do sexo e da liberação gay, sendo uma drag queen e no trabalho sexual"

### Trabalho de performance e identidade
Johnson inicialmente usou o apelido de "Black Marsha", mas depois decidiu pelo nome de drag queen "Marsha P. Johnson", utilizando Johnson do restaurante Howard Johnson's de Manhattan
Johnson se identificava como sendo gay, travesti e rainha (referindo-se a drag queen ou "rainha das ruas"). De acordo com Susan Stryker, professora de gênero humano e estudos de sexualidade na Universidade do Arizona, a expressão de gênero de Johnson talvez possa ser chamada com mais precisão de gênero não conforme; tendo em vista que Johnson nunca se identificou com o termo trans.
Rivera insistiu em reivindicar o uso da palavra travesti apenas gays, escrevendo no livro "Travestis: suas meias-irmãs e meio-irmãos da Revolução", "Travestis são homens e mulheres homossexuais que se vestem com roupas do sexo oposto. Em uma entrevista com Allen Young , em 1972, Johnson disse o que significava ser travesti, dizendo: "Um travesti ainda é um menino, muito viril, um menino feminino." Johnson distingue isso de transexual , definindo transexuais como aqueles que tomam hormônios e fazem cirurgia.

### Revolta de Stonewall
Johnson foi uma das primeiras drag queens a ir ao Stonewall Inn, depois que eles começaram a permitir que mulheres lésbicas e drag queens entrassem; anteriormente era um bar apenas para homens gays. Nas primeiras horas da manhã de 28 de junho de 1969, ocorreu a Rebelião de Stonewall. Embora as duas primeiras noites de tumultos tenham sido as mais intensas, os confrontos com a polícia resultaram em uma série de manifestações e marchas espontâneas pelos bairros gays de Greenwich Village por cerca de uma semana depois.
Apesar de ser citada e lembrada popularmente como uma das pessoas que liderou e iniciou a revolta, Johnson negou tal fato, Em 1987, Johnson lembrou que chegou por volta das "2:00 [da manhã]", que "os tumultos já haviam começado" àquela hora e que o prédio de Stonewall "estava pegando fogo".Os tumultos teriam começado por volta de 1h20 daquela manhã após a lesbica Stormé DeLarverie ter lutado contra um policial que tentou prendê-la naquela noite. No entanto, muitos confirmaram que, na segunda noite, Johnson subiu em um poste e jogou um saco com um tijolo dentro de um carro da polícia, quebrando o para-brisa.

### Star House
Com sua amiga, Rivera. Johnson fundou a Star House, um abrigo destinado à jovens gays, trans  e drag queens sem tetos, o abrigo era mantido com o dinheiro que elas ganhavam enquanto profissionais do sexo.

### ACT UP e vida posterior
Em 1966, Johnson vivia nas ruas e praticava sexo por sobrevivência, por causa de seu trabalho sexual, Johnson relata que foi presa mais de 100 vezes.
Entre 1980 e a morte de Johnson em 1992, Johnson viveu com seu amigo gay e colega de ativismo, Randy Wicker, que convidou Johnson para passar a noite uma vez quando estava "muito frio - cerca de 10 graus [Fahrenheit]" (-12 ° C), e Marsha simplesmente nunca mais foi embora.Quando o amante de Wicker, David, ficou doente terminal com AIDS , Johnson tornou-se sua cuidadora. Depois de visitar David e outros amigos com o vírus no hospital durante a pandemia de AIDS , Johnson, que também era soropositivo, se comprometeu a sentar-se com os doentes e moribundos e se juntou passou a apoiar grupos ativistas de combate à AIDS, como a ACT UP.
No documentário de David France , The Death and Life of Marsha P. Johnson , Johnson é vista participando de um serviço memorial dos anos 1980 e ação para aqueles que morreram de AIDS, juntamente com membros da Gay Men's Health Crisis.

### Saúde mental e morte
Em conexão com seu trabalho sexual, Johnson foi presa inúmeras vezes — cerca de 100 vezes, segundo afirmava — e baleada uma vez, no final da década de 1970. No mesmo ano, falou sobre o primeiro colapso mental que teve. De acordo com Bob Kohler, Johnson andava nua na Christopher Street e foi levada por dois ou três meses para ser tratada com clorpromazina, um medicamento antipsicótico receitado para pacientes esquizofrênicos.
Embora considerada generosa e calorosa, Marsha era frequentemente hospitalizada e sedada.  De acordo com Robert Heide, durante os momentos de pura violência, Johnson era mal-humorada, agressiva e se utilizava de um tom profundo de voz. Marsha, por suas alterações de humor, foi descrita como esquizofrênica. Por esse motivo, ativistas ligados/as às dissidências sexuais e desobediências de gênero relutaram, inicialmente, em dar crédito à Marsha por ajudar a estimular o movimento de libertação LGBT no início dos anos 1970, devido ao seu estado mental.

## Legado

### Instituto Marsha P. Johnson
No ano de 2016, a ativista Elle Hearns fundou o Instituto Marsha P. Johnson (MPJI), com um de seus objetivos sendo manter o legado de Marsha vivo, assim como de apoiar a comunidade transgênera, com foco em especial nas mulheres negras trans. O instituto foi relançado em 2019. No mesmo ano, o instituto anunciou o Ato MPJI de Segurança e Bem Estar Para Proteção das Vidas das Mulheres Trans Negras.

### Documentário A Morte e Vida de Marsha P. Johnson
Em 2017 foi ao ar um documentário dirigido por David France, ele narra Marsha e Sylvia Rivera entre 1960 até 1990 e tem como o objetivo uma maior investigação da misteriosa morte de Marsha em 1992 que foi tido como um suícido, algo contrariado no documentário. Esta disponível na Netflix e dura cerca de 105 minutos.

### Monumento em Nova Iorque
Em 2018, o governo de Nova Iorque deu início ao projeto "She Built NYC", que tem como objetivo reduzir a disparidade entre monumentos de homens e mulheres na cidade. Em maio de 2019, o prefeito, junto da primeira-dama, anunciou a construção de um monumento homenageando Marsha e Sylvia Rivera.

### RuPaul's Drag Race
A drag queen americana e personalidade de TV RuPaul chamou Johnson de inspiração, descrevendo Johnson como "a verdadeira Drag Mother"